# Temporada 1999-2000 de los Toronto Raptors
La temporada 1999-2000 fue la quinta de los Toronto Raptors en la NBA. La temporada regular acabó con 45 victorias y 39 derrotas, ocupando el sexto puesto de la conferencia Este, clasificándose para los playoffs por primera vez en su corta historia, en los que cayeron en primera ronda ante los New York Knicks.

## Elecciones en elDraft
| Ronda | Puesto | Jugador              | Posición | Nacionalidad   | Universidad      |
| ----- | ------ | -------------------- | -------- | -------------- | ---------------- |
| 1     | 5      | Jonathan Bender      | Alero    | Estados Unidos |                  |
| 1     | 12     | Aleksandar Radojević | Pívot    | Yugoslavia     | Barton County JC |

## Temporada regular
| División Central    | División Central | División Central | División Central | División Central | División Central | División Central | División Central | División Central |
| Equipo              | G                | P                | %                | PD               | Casa             | Fuera            | Div              |                  |
| ------------------- | ---------------- | ---------------- | ---------------- | ---------------- | ---------------- | ---------------- | ---------------- | ---------------- |
| y-Indiana Pacers    | 56               | 26               | .683             | –                | 36–5             | 20–21            | 20–8             |                  |
| x-Charlotte Hornets | 49               | 33               | .598             | 7                | 30–11            | 19–22            | 20–8             |                  |
| x-Toronto Raptors   | 45               | 37               | .549             | 11               | 26–15            | 19–22            | 16–12            |                  |
| x-Detroit Pistons   | 42               | 40               | .512             | 14               | 27–14            | 15–26            | 16–12            |                  |
| x-Milwaukee Bucks   | 42               | 40               | .512             | 14               | 23–18            | 19–22            | 16–12            |                  |
| Cleveland Cavaliers | 32               | 50               | .390             | 24               | 22–19            | 10–31            | 8–20             |                  |
| Atlanta Hawks       | 28               | 54               | .341             | 28               | 21–20            | 7–34             | 11–17            |                  |
| Chicago Bulls       | 17               | 65               | .207             | 39               | 12–29            | 5–36             | 5–23             |                  |

## Playoffs

### Primera ronda
New York Knicks  vs. Toronto Raptors
| Fecha       | Partido                                | Ciudad     |
| ----------- | -------------------------------------- | ---------- |
| 23 de abril | New York Knicks 92, Toronto Raptors 88 | Nueva York |
| 26 de abril | New York Knicks 84, Toronto Raptors 83 | Nueva York |
| 30 de abril | Toronto Raptors 80, New York Knicks 87 | Toronto    |
|             | New York Knicks gana las series 3-0    |            |

## Estadísticas

### Temporada regular
| Jugador              | POS | PJ | PT | MJ    | REB | AST | ROB | TAP | PTS   | MPP  | RPP | APP | ROP | TPP | PPP  |
| -------------------- | --- | -- | -- | ----- | --- | --- | --- | --- | ----- | ---- | --- | --- | --- | --- | ---- |
| Vince Carter         | SF  | 82 | 82 | 3,126 | 476 | 322 | 110 | 92  | 2,107 | 38.1 | 5.8 | 3.9 | 1.3 | 1.1 | 25.7 |
| Charles Oakley       | PF  | 80 | 80 | 2,431 | 540 | 253 | 102 | 45  | 548   | 30.4 | 6.8 | 3.2 | 1.3 | .6  | 6.9  |
| Muggsy Bogues        | PG  | 80 | 5  | 1,731 | 135 | 299 | 65  | 4   | 410   | 21.6 | 1.7 | 3.7 | .8  | .1  | 5.1  |
| Antonio Davis        | C   | 79 | 78 | 2,479 | 696 | 105 | 38  | 100 | 910   | 31.4 | 8.8 | 1.3 | .5  | 1.3 | 11.5 |
| Tracy McGrady        | SF  | 79 | 34 | 2,462 | 501 | 263 | 90  | 151 | 1,213 | 31.2 | 6.3 | 3.3 | 1.1 | 1.9 | 15.4 |
| Kevin Willis         | PF  | 79 | 1  | 1,679 | 482 | 49  | 36  | 48  | 604   | 21.3 | 6.1 | .6  | .5  | .6  | 7.6  |
| Doug Christie        | SG  | 73 | 73 | 2,264 | 285 | 321 | 102 | 43  | 903   | 31.0 | 3.9 | 4.4 | 1.4 | .6  | 12.4 |
| Dell Curry           | SG  | 67 | 9  | 1,095 | 100 | 89  | 32  | 9   | 507   | 16.3 | 1.5 | 1.3 | .5  | .1  | 7.6  |
| Alvin Williams       | PG  | 55 | 28 | 779   | 85  | 126 | 34  | 11  | 292   | 14.2 | 1.5 | 2.3 | .6  | .2  | 5.3  |
| John Thomas          | C   | 55 | 6  | 477   | 75  | 9   | 12  | 14  | 114   | 8.7  | 1.4 | .2  | .2  | .3  | 2.1  |
| Michael Stewart      | C   | 42 | 1  | 389   | 94  | 6   | 5   | 19  | 58    | 9.3  | 2.2 | .1  | .1  | .5  | 1.4  |
| Dee Brown            | PG  | 38 | 12 | 673   | 54  | 86  | 24  | 5   | 264   | 17.7 | 1.4 | 2.3 | .6  | .1  | 6.9  |
| Haywoode Workman†    | PG  | 13 | 1  | 102   | 9   | 17  | 9   | 0   | 20    | 7.8  | .7  | 1.3 | .7  | .0  | 1.5  |
| Antonio Lang†        | SF  | 7  | 0  | 32    | 5   | 1   | 4   | 1   | 3     | 4.6  | .7  | .1  | .6  | .1  | .4   |
| Sean Marks           | PF  | 5  | 0  | 12    | 2   | 0   | 1   | 1   | 8     | 2.4  | .4  | .0  | .2  | .2  | 1.6  |
| Aleksandar Radojević | C   | 3  | 0  | 24    | 8   | 1   | 2   | 1   | 7     | 8.0  | 2.7 | .3  | .7  | .3  | 2.3  |

- † Denota jugador que jugó en más de un equipo esa temporada. Las estadísticas solo reflejan su paso por los Raptors.

### Playoffs
| Jugador        | POS | PJ | PT | MJ  | REB | AST | ROB | TAP | PTS | MPP  | RPP | APP | ROP | TPP | PPP  |
| -------------- | --- | -- | -- | --- | --- | --- | --- | --- | --- | ---- | --- | --- | --- | --- | ---- |
| Vince Carter   | SF  | 3  | 3  | 119 | 18  | 19  | 3   | 4   | 58  | 39.7 | 6.0 | 6.3 | 1.0 | 1.3 | 19.3 |
| Tracy McGrady  | SF  | 3  | 3  | 111 | 21  | 9   | 3   | 3   | 50  | 37.0 | 7.0 | 3.0 | 1.0 | 1.0 | 16.7 |
| Charles Oakley | PF  | 3  | 3  | 110 | 23  | 11  | 6   | 1   | 30  | 36.7 | 7.7 | 3.7 | 2.0 | .3  | 10.0 |
| Antonio Davis  | C   | 3  | 3  | 105 | 25  | 3   | 1   | 4   | 39  | 35.0 | 8.3 | 1.0 | .3  | 1.3 | 13.0 |
| Muggsy Bogues  | PG  | 3  | 2  | 87  | 6   | 5   | 4   | 0   | 16  | 29.0 | 2.0 | 1.7 | 1.3 | .0  | 5.3  |
| Doug Christie  | SG  | 3  | 1  | 61  | 5   | 6   | 4   | 1   | 12  | 20.3 | 1.7 | 2.0 | 1.3 | .3  | 4.0  |
| Kevin Willis   | PF  | 3  | 0  | 76  | 26  | 1   | 2   | 0   | 39  | 25.3 | 8.7 | .3  | .7  | .0  | 13.0 |
| Dell Curry     | SG  | 3  | 0  | 30  | 2   | 1   | 2   | 0   | 7   | 10.0 | .7  | .3  | .7  | .0  | 2.3  |
| Dee Brown      | PG  | 3  | 0  | 19  | 2   | 2   | 2   | 0   | 0   | 6.3  | .7  | .7  | .7  | .0  | .0   |
| John Thomas    | C   | 1  | 0  | 1   | 0   | 0   | 0   | 0   | 0   | 1.0  | .0  | .0  | .0  | .0  | .0   |
| Alvin Williams | PG  | 1  | 0  | 1   | 0   | 0   | 0   | 0   | 0   | 1.0  | .0  | .0  | .0  | .0  | .0   |

## Galardones y récords
| Jugador      | Galardón                                                                       |
| Vince Carter | 3.er Mejor quinteto de la NBA All-Star Campeón del concurso de Mates de la NBA |